# Poiana Mierlei
Poiana Mierlei – wieś w Rumunii, w okręgu Prahova, w gminie Drajna. W 2011 roku liczyła 97 mieszkańców.